# Geneviève de Gaulle-Anthonioz
Pour les autres membres de la famille, voir famille de Gaulle.
Pour les articles homonymes, voir Anthonioz.
Geneviève de Gaulle-Anthonioz, née le 25 octobre 1920 à Saint-Jean-de-Valériscle (Gard) dans les Cévennes et morte le 15 février 2002 à Paris 6e, est une résistante française puis militante des droits de l'homme et de la lutte contre la pauvreté.
Elle est la nièce du président de la République Charles de Gaulle. Sous l'Occupation, alors qu'elle est étudiante à l'université de Rennes, elle mène des actions de résistance au sein du groupe du musée de l'Homme puis du réseau Défense de la France. Arrêtée par la Gestapo, elle est déportée en février 1944 au camp de Ravensbrück où elle est détenue jusqu'en février 1945. Traitée comme monnaie d'échange par Heinrich Himmler, elle est tenue au secret dans un camp au sud de l'Allemagne jusqu'en avril 1945, avant d'être transférée à Genève où son père travaillait comme consul. Après la guerre, elle s'engage notamment dans la lutte contre la pauvreté et assure la présidence de l'antenne française d'ATD Quart Monde de 1964 à 1998.
En 2015, treize ans après sa mort, elle fait son entrée au Panthéon, avec un cercueil ne contenant cependant que de la terre issue de son cimetière, sa famille ayant refusé qu'elle soit séparée de son époux.

## Biographie

### Famille
Geneviève de Gaulle est la fille de Xavier de Gaulle, frère aîné de Charles de Gaulle, et de Germaine Gourdon. Elle est aussi la petite-fille de Pierre Gourdon, auteur de romans populaires.
Elle naît à Saint-Jean-de-Valériscle, petite commune située dans le bassin houiller des Cévennes, son père, Xavier, ingénieur des mines, y trouvant  son premier emploi civil. Il rejoint rapidement le bassin houiller de la Sarre alors sous administration française. En 1925, alors qu'elle n'a que cinq ans, sa mère Germaine meurt à Ringen (Grafschaft) (de) d'une septicémie consécutive à la mort in utero de l'enfant qu'elle portait. C'est un premier choc affectif, Geneviève de Gaulle devient très proche de son père, et supporte mal son remariage en 1930 avec une petite-cousine de sa première épouse : Armelle Chevalier-Chantepie. Geneviève de Gaulle vit en Sarre jusqu'à l'âge de 15 ans, elle apprend l'allemand et devient pratiquement bilingue. Dès cette époque, son père lui fait lire Mein Kampf.
En 1935, la Sarre choisit de devenir allemande à la suite d'un plébiscite. Les Français doivent quitter le pays. Sa famille s'installe à Rennes où elle termine sa scolarité. Sa famille vécut à Rennes de 1935 à 1938, au 10 rue de Robien.
En 1939, elle s'inscrit en histoire à la faculté de Rennes. Elle ambitionne alors d'intégrer l'École nationale des chartes, à l'instar de son bisaïeul Julien-Philippe.

### Résistance et déportation
Geneviève de Gaulle a 19 ans  est étudiante à la faculté d'histoire de Rennes en juin 1940 quand elle entre en résistance, sous le nom de Germaine Lecomte. Elle commence ses premiers actes en déchirant des affiches allemandes, en fabriquant des croix de Lorraine ou en arrachant, du pont de la Vilaine, un fanion nazi qu'elle rapporte chez elle comme trophée. Avec ses amis étudiants, elle imprime et diffuse des tracts contre les nazis et le régime de Vichy.
À la rentrée universitaire de 1941, inscrite en licence d'histoire à la Sorbonne, Geneviève de Gaulle est hébergée par sa tante, Madeleine de Gaulle. Dans le groupe du musée de l'Homme, elle multiplie les actions de renseignement et d’information. Elle rejoint en 1943 le réseau Défense de la France. Elle écrit deux articles dans le journal clandestin de ce groupe à propos de son oncle le général de Gaulle. Elle les signe sous le nom de Gallia.
Elle est arrêtée à la suite d'une trahison dans une souricière tendue dans une librairie de la rue Bonaparte par Pierre Bonny de la Gestapo française, le 20 juillet 1943. Elle est alors dans la clandestinité avec des faux-papiers qui sont détectés ; elle révèle sa véritable identité immédiatement. Dans un premier temps, elle est emprisonnée à Fresnes, puis envoyée au camp de Royallieu avant d'être déportée au camp de concentration de Ravensbrück le 2 février 1944 avec le matricule 27 372. Au camp, elle rencontre cinq autres résistantes et se lie d’amitié avec elles : Jacqueline Péry d'Alincourt, Suzanne Hiltermann, Anise Postel-Vinay, Germaine Tillion et Marie Berthe "Betty" Sérot.
En octobre 1944, elle est placée en isolement au bunker du camp, décision prise par Himmler afin de la garder en vie et de l'utiliser comme monnaie d’échange, à une époque où Charles de Gaulle gouverne la France libérée. Elle n'en sort que grâce à des tractations de la croix rouge internationale, en même temps que Virginia d'Albert lake (américaine) l'entraine dans un périple à travers l'Allemagne en ruine, escortée de SS, jusqu'à la date de sa libération effective le 20 Avril 1945, où on la conduit depuis le Wurtemberg jusqu'en Suisse. 300 prisonnières française seront libres le 5 avril 1945, sur une tractation de Himmler, en échange d'auxiliaires de l'armée allemande. Grâce au comte Bernadotte, vice président de la croix rouge internationale. 25 000 détenues sont libérées aux alentours de Pâques le 20 avril 1945. La libération du camp par l'Armée rouge a lieu le 30 avril 1945.
Elle a tiré de cette expérience La Traversée de la nuit, écrit cinquante ans après sa libération, publié le 1er janvier 1998, et qui évoque sa vie à Ravensbrück, l'entraide entre les détenues et les circonstances de sa sortie du camp, ainsi que des articles, notamment sur la condition des enfants.

### Après la guerre
Après la guerre, elle rencontre lors de sa convalescence en Suisse Bernard Anthonioz, éditeur d’art et ancien résistant. La cérémonie religieuse de leur mariage est célébrée par Charles Journet. Ils ont quatre enfants, notamment Michel Anthonioz, qu'elle inscrit dès sa naissance en 1947 comme membre du RPF.
Geneviève de Gaulle-Anthonioz est membre puis présidente de l’Association nationale des anciennes déportées et internées de la Résistance (ADIR). Elle suit les procès des criminels nazis en Allemagne, puis participe à l’essor du mouvement politique lancé par son oncle, le RPF.
En 1958, son époux Bernard Anthonioz rejoint le cabinet d'André Malraux comme directeur de la création artistique au Ministère des Affaires culturelles. Geneviève assiste son époux dans ses nouvelles fonctions. C'est à cette époque qu'elle rencontre le Père Joseph Wresinski, alors aumônier du bidonville de Noisy-le-Grand. Dans les souffrances des familles qu'elle y découvre, elle revoit celles qu'elle-même et d'autres déportés ont vécu et décide de s'engager avec Joseph Wresinski dans le mouvement ATD Quart Monde que celui-ci a fondé. Elle est présidente de la branche française du Mouvement de 1964 à 1998.
En 1960, Geneviève de Gaulle participe au comité de défense pour Djamila Boupacha, créé et présidé par Simone de Beauvoir. Djamila Boupacha, arrêtée par l'armée française durant la guerre d'Algérie, a été torturée, violée et battue par ses gardiens.
En 1987, elle témoigne sur les pratiques criminelles nazies lors du procès de Klaus Barbie.
Nommée en 1988 au Conseil économique et social, elle se bat pendant dix ans pour l’adoption d’une loi d’orientation contre la grande pauvreté. Reportée en 1997 pour cause de dissolution de l’Assemblée nationale, la loi est votée en 1998.
Elle meurt en 2002, et est inhumée au cimetière de Bossey en Haute-Savoie. Lors de la Journée internationale des femmes, une plaque commémorative est installée à la porte de l'immeuble de son dernier domicile parisien, au numéro 4 de la rue Michelet.

### Panthéon
Le 21 février 2015, le président François Hollande annonce la translation de sa dépouille au Panthéon aux côtés de l'ancien ministre de l'Éducation nationale du Front populaire Jean Zay et des résistants Pierre Brossolette et Germaine Tillion. Cependant les familles des deux femmes refusent le transfert des corps au Panthéon, malgré la proposition faite par le président de la République qu'elles soient accompagnées de leurs époux. Cette confidence est faite par la fille de Geneviève de Gaulle lors de l'émission Secret professionnel, diffusée le dimanche 24 mai 2015 sur France Culture. Le 27 mai suivant, c'est donc un cercueil vide contenant un peu de terre prélevée dans le cimetière de Bossey qui est solennellement déposé dans la crypte du Panthéon.

## Hommages et distinctions

### Procès de canonisation
La première étape d'un dossier de canonisation comme sainte de l'Église catholique a été ouvert. En 2015, la procédure est arrêtée pour manque de postulateur.[réf. souhaitée]

### Décorations
- Grand-croix de la Légion d'honneur (en 1997, première Française élevée à cette distinction)[17]
- Croix de guerre 1939–1945
- Médaille de la Résistance française avec rosette (décret du 31 mars 1947)[18]

### Prix
- 1994 : Prix des droits de l'Homme en France et dans le monde

### Hommages

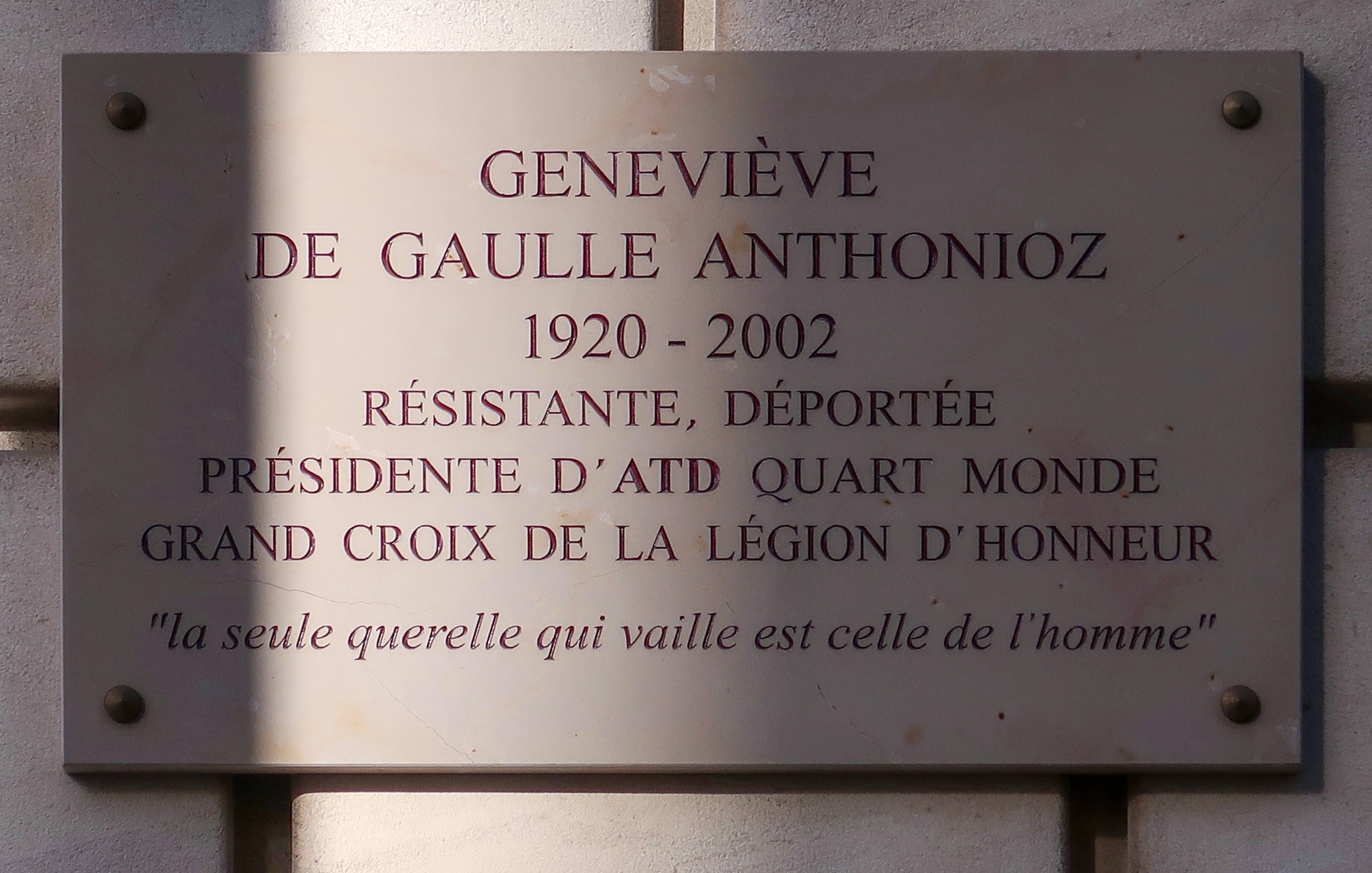
Plaque 4 rue Michelet (6e arrondissement de Paris).

#### Dédicaces
- Le général de Gaulle lui a dédicacé le premier tome de ses Mémoires de guerre en ces termes : « À ma chère nièce Geneviève, qui fut, tout de suite, jusqu'au bout, au fond de l'épreuve, au bord de la mort, un soldat de la France libre, et dont l'exemple m'a servi ».

#### Établissements scolaires
- Un lycée à Milhaud[19] (Gard).
- Plusieurs collèges : aux Bordes[20],[21] (Loiret), à Cluses[22] (Haute-Savoie) et à Carcès[23],[24] (Var) inauguré en septembre 2017 et Le Neubourg (Eure).
- Une école maternelle à Montpellier[25] (Hérault).
- Une école maternelle et élémentaire à Toulouse[26] dans le quartier de la Cartoucherie (secteur Rive gauche).

#### Autres établissements

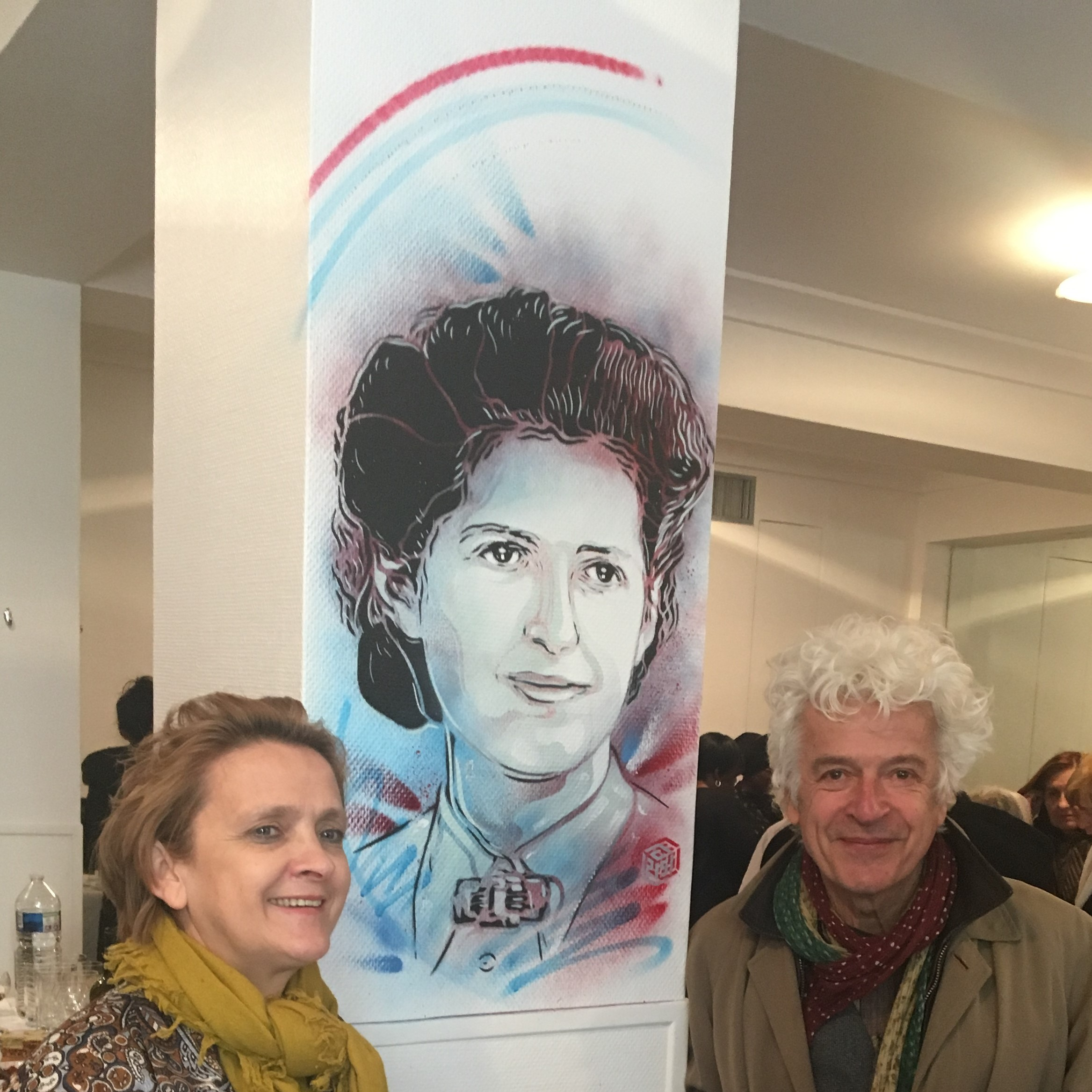
L’œuvre de l'artiste C215 entourée par Florence Berthout, maire du 5ème arrondissement de Paris et un des fils de Geneviève de Gaulle-Anthonioz, le jour de l'inauguration du foyer.

- Le nouveau centre hospitalier de Saint-Dizier, ouvert en 2009.
- Un EHPAD à Rethel (Ardennes)
- Une résidence de logements sociaux à Saint-Jean-de-Valériscle, commune du Gard d'où elle est native. Inaugurée le 20 mars 2009 par Isabelle Anthonioz-Gaggini et Michel Anthonioz.
- Un pôle d'accueil à Chambéry en Savoie.
- Un foyer d’accueil de nuit pour femmes sans abris à la mairie du 5ᵉ arrondissement de Paris[27] est inauguré par Florence Berthout, maire du 5ᵉ arrondissement[28] le 12 avril 2019 en présence de ses enfants, petits-enfants et de l’artiste français C215[29] qui a réalisé une œuvre.

#### Lieux
- Une place (la place Geneviève-de-Gaulle-Anthonioz) porte son nom dans le 15e arrondissement de Paris (terre-plein au carrefour des rues de Vaugirard, de la Convention et Alain-Chartier), ainsi qu'un square à Villeurbanne (Rhône), le Parc du Centre. Une place porte également son nom à Toulouse dans le quartier de La Faourette.
- Deux collèges portent aussi son nom, l'un dans la ville de Cluses (Haute-Savoie), à une trentaine de kilomètres du petit village de Bossey, où elle est enterrée et l'autre dans la petite commune de Les Bordes (Loiret).
- Des rues de Rennes (non loin de la station de métro Clemenceau), Millau dans l'Aveyron, Athis-Mons dans l'Essonne, Saulcy-sur-Meurthe dans les Vosges, Saint-Martin-d'Hères en Isère, Compiègne dans l'Oise, Grand-Quevilly en Seine-Maritime, Libourne en Gironde, La Garde (à proximité du « parc des Savels ») dans le Var, une avenue de Bondy en Seine-Saint-Denis portent son nom, ainsi que plusieurs allées, notamment à Tourcoing dans le Nord, à Pont-du-Château dans le Puy-de-Dôme (depuis le 15 avril 2014) et aux Lilas en Seine-Saint-Denis. Une rue de Niort[30] (depuis 2015) et un boulevard de Limoges portent également son nom depuis 2016, ainsi qu'une rue de Lille et à La Chapelle Saint-Luc dans le département de l'Aube.

## Écrits
Fioretti

« Pendant neuf mois, j'ai lutté pour ne pas céder au désespoir, garder le respect des autres et de moi-même.
Non, Dieu n'était pas absent, il éclairait le beau visage d'Émilie Tillion ; la vieille Maria, mère Élisabeth rayonnaient de sa lumière. Nous allions le prier en cachette, derrière une baraque, avec une religieuse orthodoxe russe […], mère Marie, que l'épreuve portait à la plus haute contemplation. Il fallait que dans ma cellule j'essaie pauvrement d'être dans leur sillage. Mais à aucun prix je ne voulais me séparer dans ma prière des plus misérables, celles qui volaient le pain, nous battaient pour la distribution de soupe. […] Je devais partager leur humiliation, comme la fraternité et le pain. »

— Geneviève de Gaulle Anthonioz, La Traversée de la nuit, Le Seuil, 1998, p. 18-19.
Ouvrages
- Préface de Face à Barbie. Souvenirs-cauchemars de Montluc à Ravensbrück, de Lise Lesèvre, 1987, Les nouvelles éditions du Pavillon  (ISBN 2852240904).
- La Traversée de la nuit, Éditions du Seuil, Paris, 1998  (ISBN 2020516543), réédité dans la collection Point Seuil, Paris, 2001  (ISBN 978-2-02-051654-9).
- Préface de Les Évadés de France à travers l’Espagne de Robert Vieville et Marcel Vivé, Paris, Éditions des Écrivains, 1998, 164 p.  (ISBN 978-2912134769).
- Le Secret de l'espérance, Fayard / Éditions Quart Monde, Paris, 2001  (ISBN 2-213-61031-2).

- Lettres à une amie. Correspondance spirituelle, Parole et Silence, 2005.